# مارك لازار (مؤرخ)
مارك لازار (بالفرنسية: Marc Lazar)‏ هو مؤرخ فرنسي، ولد في 19 يونيو 1952 في باريس في فرنسا.